# Епископална църква в САЩ
Епископалната църква (ЕЦ) в САЩ, също позната и като Протестантска епископална църква в Съединените американски щати (ПЕЦСАЩ), е англиканска християнска деноминация, разпространена главно в САЩ, а също и в Хондурас, Тайван, Колумбия, Еквадор, Хаити, Доминиканската република, Венецуела, Британските Вирджински острови и части от Европа.
Църквата е организирана скоро след Американската революция, когато е принудена да се отдели от Англиканската църква, тъй като от английското духовенство се изисквало да се кълне във вярност на британския монарх, който е върховният управител на Англиканската църква. Тя е станала, по думите на доклад от 1990 г. на Групата на архиепископа на Кентърбъри за Епископата, „първата англиканска епархия извън Британските острови.“ Самата тя сега се разделя на девет епархии и има диоцези извън САЩ в Тайван, Централна и Южна Америка и Карибския регион. Епископалният диоцез в на Вирджинските острови обхваща едновременно американската и британската територия. В Европа, Синодът на епископалните църкви в Европа съществува съвместно с Гибралтарския диоцез в Европа на Англиканската църква и Реформираната епископална църква на Испания.

## История

### Колониалната епоха и Американската революция (1604 – 1783)
Епископалната църква води началото си от Църквата на Англия в американските колонии и подчертава своята приемственост с ранната универсална западна църква и поддържа апостолска приемственост. Първата енория е основана в Джеймстаун, Вирджиния, през 1607 г. съгласно устава на Лондонската компания, основана от крал Джеймс I. Построената около 1639 – 43 г. кула на черквата в Джеймстаун е една от най-старите оцелели англикански черковни съоръжения в Съединените щати. Самата черква е съвременна възстановка.
Въпреки че не е имало американски епископ през колониалната епоха, Църквата на Англия имала официален статут в няколко колони, което означава, че данъците са били плащани на местната енория от местната управа и че енорията е изпълнявала някои граждански функции.